# Mieć czy być?
Mieć czy być? – esej filozoficzny autorstwa Ericha Fromma napisany w 1976 roku.
Wraz z książką „O sztuce miłości” z 1956 r. zalicza się on do najbardziej znanych dzieł tego autora. Ukazał się najpierw w amerykańskiej serii World Perspectives, z czasem przetłumaczony na liczne języki; ze względu na przeznaczenie dla szerokiego grona czytelników, oszczędnie zaopatrzony w przypisy. W Polsce wydany po raz pierwszy w roku 1989.

## Treść
Książka porusza problem dwóch głównych sposobów egzystencji. Jeden z nich zakłada czerpanie satysfakcji z życia przez posiadanie, drugi przez bycie, które objawia się empatią i pełnią miłości. Zdaniem filozofa, tylko dzięki tej drugiej orientacji możemy przetrwać we współczesnym świecie. Autor odwołuje się bezpośrednio (choć nie bezkrytycznie) do ideologii marksizmu, wyraźnie oddzielając ją od tzw. „realnego socjalizmu”. Otwarcie potępia styl życia według niego promowany przez kapitalizm (ale też przez sowiecki socjalizm), wskazując alternatywę w postaci życia nastawionego na bycie.
Praca jest empiryczną psychologiczną i socjologiczną analizą zarówno indywidualnych, jak i społecznych (charakter społeczny) sposobów życia: opartego na posiadaniu oraz opartego na byciu. Esej stanowi kontynuację wcześniejszych prac Fromma i napisany jest w typowym dla tego autora humanistycznym duchu. Miejscami, jako że opisuje dziesięciolecie przed głasnostią i pieriestrojką, należy rozumieć go w kontekście zimnej wojny, a w szczególności niebezpieczeństwa wojny atomowej (kryzys kubański).

## Struktura
Esej jest podzielony na trzy części. W pierwszej części pokazuje Fromm między innymi etymologiczne, socjolingwistyczne, filozoficzne, religijne i codzienne przykłady różnic między posiadaniem a byciem. W następnej części analizuje różnice między obydwiema orientacjami charakteru. Wreszcie, w trzeciej części przedstawia Fromm kryzys (ówczesnego i dzisiejszego) społeczeństwa i możliwe rozwiązania tego kryzysu.

## „Mieć czy być” w praktyce
Pod koniec eseju wypracowuje Fromm główne cechy sposobów myślenia oswobodzonych z orientacji na posiadanie. Duch bycia wyróżnić możemy w następujących punktach:
- Wytwarzanie dóbr służące prawdziwym potrzebom człowieka, a nie samym wymaganiom gospodarki;
- Eksploatacja natury zastąpiona wymianą między człowiekiem a naturą;
- Międzyludzkie antagonizmy zastąpione międzyludzką solidarnością;
- Dobrobyt człowieka i unikanie nieszczęścia najwyższymi celami społecznego porozumienia;
- Konsumpcja służąca dobru człowieka;
- Każdy człowiek zmotywowany do aktywnego udziału w życiu społecznym.

## Odniesienia
Odniesienia do tego utworu pojawiają się m.in. w piosenkach: zespołu Myslovitz pod takim samym tytułem, grupy Kult – „Komu bije dzwon?”, w piosence „Pryszcze” – Pidżamy Porno oraz w utworze „Być nie mieć” polskiej grupy rapowej Slums Attack.